# هاردین، کالیفرنیا
هاردین (به انگلیسی: Hardin) یک منطقهٔ مسکونی در ایالات متحده آمریکا است که در شهرستان مندوسینو، کالیفرنیا واقع شده‌است. هاردین ۷۲۲ متر بالاتر از سطح دریا واقع شده‌است. در ارتفاع ۲۳۶۹ پا (۷۲۲ متر). هاردین از سال ۱۹۴۷ در نقشه‌ها ظاهر شد.